# Cyclophora conspicillaria
Cyclophora conspicillaria là một loài bướm đêm trong họ Geometridae.